# Saison 2005 de l'équipe cycliste Acqua & Sapone-Adria Mobil

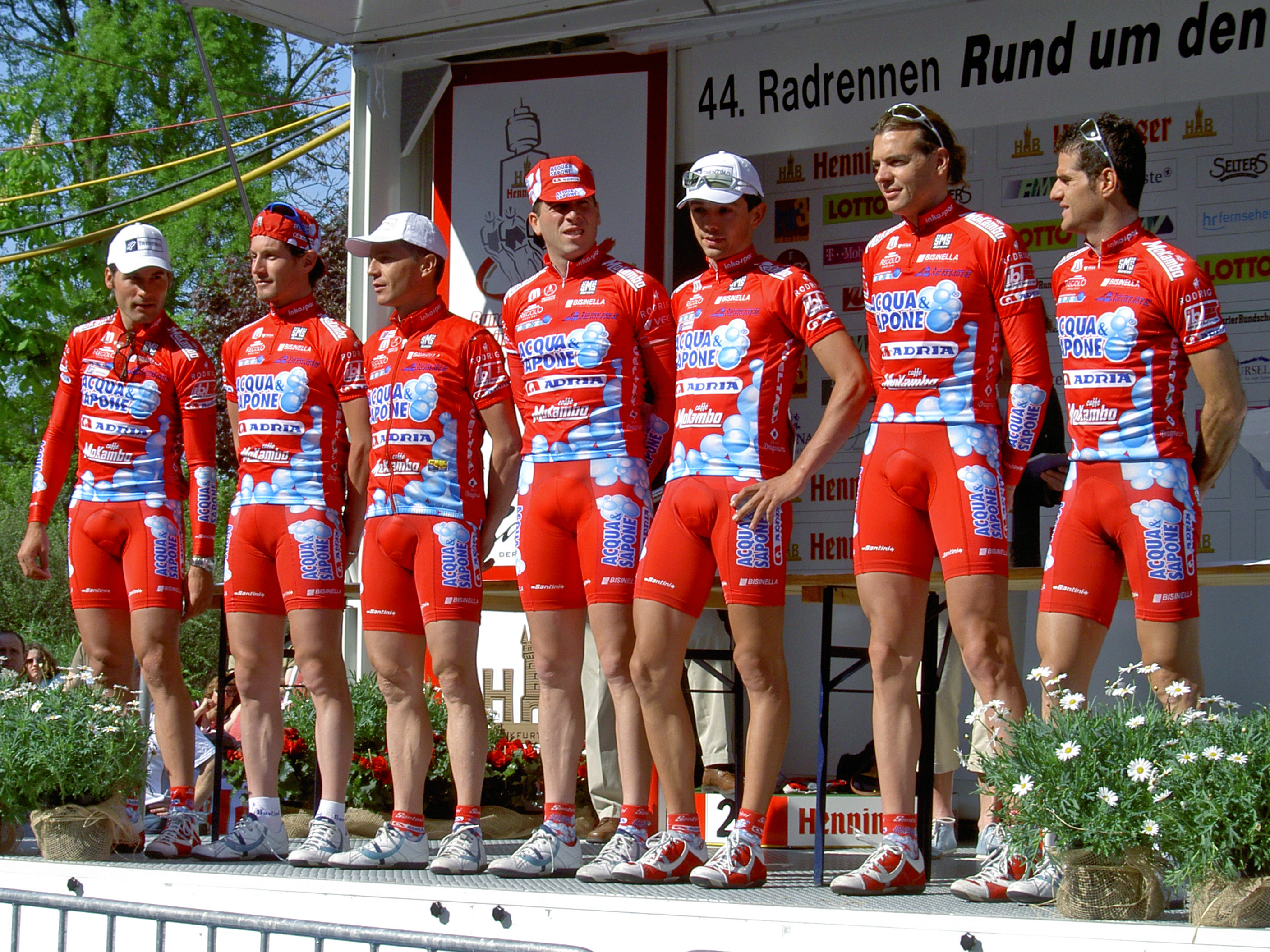
L'équipe Acqua & Sapone au Henninger Turm 2005

L'équipe cycliste Acqua & Sapone-Adria Mobil participait en 2005 au circuit Continental Europe-Tour organisé par l'UCI.
Elle a participé à quelques épreuves du Pro-Tour comme Tirreno-Adriatico, Milan San-Remo ou le Tour de Lombardie.

## Effectif
| Cycliste            | Date de naissance | Nationalité        | Équipe 2004               |
| ------------------- | ----------------- | ------------------ | ------------------------- |
| Santo Anzà          | 17.11.1980        | Italie             | Landbouwkrediet           |
| Aleksandr Arekeev   | 12.10.1982        | Russie             |                           |
| Claudio Astolfi     | 27.06.1978        | Italie             |                           |
| Gabriele Balducci   | 03.11.1975        | Italie             | Saeco                     |
| Denis Bertolini     | 13.12.1977        | Italie             |                           |
| Antonio Bucciero    | 19.04.1982        | Italie             | Saeco                     |
| Crescenzo D'Amore   | 02.04.1979        | Italie             |                           |
| Alessandro D'Andrea | 28.07.1978        | Italie             |                           |
| Alessandro Donati   | 08.05.1979        | Italie             |                           |
| Andrea Ferrigato    | 01.09.1969        | Italie             |                           |
| Jure Golčer         | 12.07.1977        | Slovénie           | Formaggi Pinzolo Fiavè    |
| Bo Hamburger        | 24.05.1970        | Danemark           |                           |
| Valery Kobzarenko   | 05.02.1977        | Ukraine            |                           |
| Ruggero Marzoli     | 02.04.1976        | Italie             |                           |
| Andrea Masciarelli  | 02.09.1982        | Italie             | Vini Caldirola            |
| Simone Masciarelli  | 02.01.1980        | Italie             | Vini Caldirola            |
| Leonardo Moser      | 25.09.1984        | Italie             | Bata-Moser (néo-pro)      |
| Rinaldo Nocentini   | 25.09.1977        | Italie             |                           |
| Giuseppe Palumbo    | 10.09.1975        | Italie             |                           |
| Mariano Piccoli     | 11.09.1970        | Italie             | Lampre                    |
| Kyrylo Pospyeyev    | 30.12.1975        | Ukraine            |                           |
| Andrea Rossi        | 19.04.1979        | Italie             | De Nardi                  |
| Ondřej Sosenka      | 09.12.1975        | République tchèque |                           |
| Jure Zrimšek        | 20.01.1982        | Slovénie           | Krka Novo Mesto (néo-pro) |